# South Park: Tenorman's Revenge
South Park: Tenorman's Revenge è un videogioco a piattaforme basato sulla serie televisiva animata South Park. Sviluppato dalla Other Ocean Interactive, in collaborazione con South Park Digital Studios e Xbox Live Productions, e pubblicato dalla Microsoft Studios, Tenorman' Revenge è stato pubblicato il 30 marzo 2012 esclusivamente tramite Xbox Live Arcade per console Xbox 360. Nel titolo, il giocatore può controllare i quattro protagonisti della serie, Stan, Kyle, Cartman e Kenny, e l'obiettivo è di combattere contro Scott Tenorman ed il suo esercito.